# Nikołaj Drańko
Nikołaj Wasiljewicz Drańko, ros. Николай Васильевич Дранько (ur. 9 marca 1908 we wsi Sosnowica, zm. w 1986 w Brześciu nad Bugiem) – polski, a następnie radziecki sportowiec, trener kolarski, działacz sportowy.
Mieszkał w Brześciu nad Bugiem. Pracował jako kierowca w miejscowej remizie strażackiej. Jednocześnie trenował kolarstwo torowe, osiągając wiele sukcesów (m.in. tytuł mistrza Polski). Wchodził w skład Warszawskiego Towarzystwa Cyklistów. W 1928 roku w Amsterdamie wystąpił w składzie polskiej drużyny rowerowej na IX Letnich Igrzyskach Olimpijskich. Podczas wyścigu kolarstwa torowego zajął 5. miejsce. Następnie przygotowywał się do występu na X Letnie Igrzyska Olimpijskie, mających się odbyć w 1932 roku w Los Angeles, ale zabrakło pieniędzy na występ polskich kolarzy torowych. Po zajęciu Brześcia nad Bugiem przez Armię Czerwoną w II połowie września 1939 roku, wszedł w skład sekcji kolarskiej nowo utworzonego klubu Dynamo Brześć. Dalej pracował w straży pożarnej, podobnie jak po ataku wojsk niemieckich na ZSRR 22 czerwca 1941 roku. Po zakończeniu wojny powrócił do sportu. W 1953 roku zorganizował, po czym został dyrektorem dziecięco-młodzieżowej szkoły sportowej nr 2 w Brześciu. Pełnił też funkcję trenera kolarskiego. Dwukrotnie przedstawiano jego kandydaturę do tytułu „Zasłużony trener ZSRR”, ale była ona wycofywana z powodu międzywojennej przeszłości. Przekazał szkole swoje rowery z okresu II Rzeczypospolitej, na których brał udział w różnych zawodach kolarskich. Zabiegał ponadto o wybudowanie w mieście toru kolarskiego, do czego jednak nie doszło.